# Joseph Warkany
Joseph Warkany (ur. 25 marca 1902 w Wiedniu, zm. 22 czerwca 1992 w Clifton) – austriacko-amerykański lekarz pediatra, teratolog, polityk, artysta.
Urodził się i wychował w Wiedniu; tam ukończył studia medyczne. W 1930 roku miał na koncie 23 publikacje naukowe. W 1932 roku otrzymał roczne stypendium Cincinnati's Children's Hospital Research Foundation, i przyjechał do Cincinnati 5 stycznia 1932; zamiast roku pozostał tam przez 60 lat. 
W swojej karierze opublikował około 200 prac badawczych. W 1948 roku dowiódł, że tajemnicza "różowa choroba" (polienuropatia erytrodermiczna, ang. pink disease) jest w istocie patognomonicznym objawem przewlekłego zatrucia kalomelem. W dekadzie poprzedzającej odkrycie Warkany'ego, zawierające rtęć leki i inne produkty (np. zasypki) spowodowały śmierć przynajmniej 585 dzieci. W 1961 roku wprowadził do medycyny koncept wewnątrzmacicznego zahamowania wzrostu, jako odmiennego zagadnienia niż wcześniactwo. W 1982 roku wydał klasyczny podręcznik "Congenital Malformations. Notes and Comments".
W 1956 Warkany założył Klinikę dla Umysłowo Upośledzonych w Hamilton County (Ohio). W 1986 został pierwszym laureatem March of Dimes Basil O'Connor Award. Poza tą, otrzymał jeszcze 18 innych nagród, w tym Academy of Pediatrics Mead Johnson Award (1943), Academy of Pediatrics Borden Award (1950), Modern Medicine Award for Distinguished Achievement (1964), Academy of Pediatrics Howland Award (1970), Charles H. Hood Foundation Award (1972), American Association on Mental Deficiency Research Award (1976), Procter Medal Award for Distinguished Research (1979). Był członkiem założycielem i pierwszym prezesem Teratology Society.
Poza zainteresowaniami naukowymi, Warkany był cenionym akwaforcistą, wymienia go Who's Who in American Art.